# Coramba
Coramba – miasto w Australii, w stanie Nowa Południowa Walia.